# صموئيل روسون جاردينر
كان صموئيل روسون جاردينر (4 مارس 1829 - 24 فبراير 1902)إنجليزي مؤرخا.
ابن روسون بودام جاردينر (Rawson Boddam Gardiner)، وُلد بالقرب من نيو ألريسفورد، هامبشير. تعلَّم جاردينر في كلية وينشستر وكنيسة السيد المسيح، بأكسفورد، حيثما حصل على مركز أول في العلوم الإنسانية الأدبية. وبعد ذلك تم انتخابه للالتحاق بالزمالات في All Souls (1884) ومرتون (1892). وكان أستاذًا جامعيًا لعدة سنوات للتاريخ الحديث في كلية الملك لندن، وكرّس حياته لذلك. وفي عام 1896، تم انتخابه لإعطاء السلسلة الأولى من محاضرات فورد في جامعة أكسفورد.

## الثورة التطهيرية
كان يعتبر المؤرخ الأول للثورة التطهيرية في القرن الحادي والعشرين، فقد كتب جاردينر تاريخ هذا القرن في سلسلةٍ من المجلدات -تم نشرها في الأصل تحت عناوين مختلفة- بدءًا من تنصيب الملك چيمس الأول ملك إنجلترا. وتم استكماله في مجلدين من قِبل المؤرخ البريطاني تشارلز هاردينج فيرث (Charles Harding Firth) باعتبارها السنوات الأخيرة من حكومة الوصاية (1909).
تحتوي هذه السلسلة على تاريخ إنجلترا منذ انضمام الملك چيمس الأول وحتى اندلاع الحرب الأهلية، 1603-1642 (10 مجلدات. 1883-1884)؛ وتاريخ الحرب الأهلية العظمى، 1642-1649 (5 مجلدات. 1893)؛ وتاريخ الكومنولث وحكومة الوصاية، 1649-1660 (4 مجلدات. 1903). ويعد تناول جاردينر للموضوع شاملاً وفلسفيًا، مع أخذ التاريخ السياسي والدستوري، والتغييرات في الدين والفكر والوجدان، وأسبابهم، واتجاهاتهم في الاعتبار. كانت مصادره الأصلية -يوجد العديد فقط في مخطوطة كتابية- وأبحاثه التي توجد في مجموعات عامة وخاصة للمخطوطات في المنزل وفي أرشيفات سيمانكاس والبندقية وروما وإقليم بروكسل العاصمة وباريس دؤوبة ومنتجة.
ربما تم استدراجه إلى الفترة عن طريق حقيقة أنه منحدر من سلالة أوليفر كرومويل (Oliver Cromwell) وهنري إريتون (Henry Ireton)، ولكن أحكامه غير متحيزة، وتكشف تقديراته للشخصية عن حسن الإدراك وتعاطفات واسعة النطاق. ويتضح هذا في تحليلاته لشخصيات چيمس الأول وفرانسيس بيكون (Francis Bacon) وويليام لود (William Laud) وسترافورد (Thomas Wentworth) وكرومويل.
بشأن المسائل الدستورية، كتب جاردينر برؤيةٍ تحققت من خلال دراسة الفلسفة السياسية، ومناقشة أحلام المثاليين ومخططات الحكومة التي اقترحها رجال الدولة بطريقةٍ متقنةٍ. وفي عمله، أعطي مكانةً بارزةً لكل شيء يوضح التقدم البشري في المفاهيم الأخلاقية والدينية وكذلك السياسية، وخاصة للنهوض وتطور فكرة التسامح الديني، وإيجاد الكثير من مادته المصدرية في كتابات كراريسيّة غامضة، التي تشير مقالاتها إلى تيارات الرأي العام. ويُثبت سجله عن العلاقات بين إنجلترا والدول الأخرى معرفته الشاملة عن التاريخ الأوروبي المعاصر ويُنقل هذا السجل ذو القيمة الخاصة من قِبل باحثيه فيما بين مصادر المخطوطة التي مكنته لأول مرة من تفسير بعض القطع الدبلوماسية الصعب تحليلها.
يعد عمل جاردينر طويلاً ودقيقًا. فهو ميال إلى إرفاق أهمية مبالغ فيها لبعض السلطات والتي كان جاردينر هو أول من جلبها للضوء، وإلى معرفة الاتجاه العام فيما يمكن أن يكون تعبيرًا عن غرابة أطوار الفرد فقط، وإلى الاعتماد بشكلٍ كبير على تقارير السفراء والتي قد تكون مكتوبة لوضع نهاية خاصة ما، وإلى الدخول في تفاصيل المراسلات الدبلوماسية بشكلٍ كامل للغاية. ويعد أسلوبه واضحًا وغير مزين ومفتقرًا إلى القوة إلى حدٍ ما وخلابًا بصورةٍ نادرة؛ يناشد جاردينر بالعقل بدلاً من العاطفة، وبالرغم من وصف القليل من المشاهد الشهيرة -مثل إعدام تشارلز الأول (Charles I)، فقد كان يكتب بشفقةٍ وسمو.
تقلل القطع الصغيرة جدًا من سرده من اهتمامها؛ على الرغم من كون ترتيبه جيدًا بشكلٍ عام، فإن القارئ هنا وهناك يجد مؤشر ترابط الموضوع وقد تخللته حوادث التسرب التي لا تتصل به على الفور، ولا يفتحه مرة أخرى دون بذل جهد. ويوجد لدى جاردينر عيوب لمزاياه العليا ولعدالته وقدرته الحاسمة كحاكم على الشخصية؛ يفتقر عمله الحماس، ويترك القارئ فاترًا وغير مُبالٍ. وحتى الآن -وبصرف النظر عن التميز الأصيل- فإنه لا يخلو من الجمال، لتميزه بنبل الفكر ونقاء الحب والحقيقة، وصفاء الذوق والشعور.
كتب جاردينر كتبًا أخرى -تقريبًا في نفس الفترة- ولكن تاريخه العظيم هو الذي سيحيا به اسمه. وهو نتيجة تستحق حياة دؤوبة العمل، ونُصُب رائع من الدراسة التاريخية. كان منصبه معروفًا سابقًا كمؤرخ: في عام 1882 تم منحه معاش لائحة مدنية بمبلغ 150 جنيهًا استرلينيًا سنويًا، «اعترافًا بإسهاماته القيّمة في تاريخ إنجلترا»؛ وكان دكتورًا فخرياً في القانون المدني بأكسفورد ودكتور قوانين بإيدينبرج وحاصلاً على الدكتوراه من غوتنغن، وحاملاً لقب تلميذ كنيسة السيد المسيح بأكسفورد وفي عام 1894 رفض تعيينه أستاذ الكرسي الملكي للتاريخ الحديث بأكسفورد، لكي لا تتداخل واجبات هذا المنصب مع إنجازات تاريخه.

## تقييم أوليفر كرومويل
باعتباره المؤرخ الأول للعصر، يعد تقييم جاردينر ل أوليفر كرومويل هامًا بصورةٍ خاصة. ولا يوجد شخصية بارزة في التاريخ الإنجليزي تقدم نطاقًا أكبر من التقييمات. وعلى الجانب الإيجابي اختتم جاردينر قائلاً: 
«كان الرجل -كان الأمر كذلك حتى مع الأنبل- أعظم من عمله. ويضع في قلبه قرارًا لإخضاع النفس لغاياتٍ عامة، ولإخضاع المادة لأشياء أخلاقية وروحية للرغبة. وكان مقيدًا بالعيوب التي تجعل الشخصية والفكر ناقصين حتى من أنبل وأحكم البشر. ولا يزال مقيدًا بصورةٍ كبيرةٍ بعدم رغبة معاصريه في صياغة أنفسهم بعد أفكاره. كان للضربات التي وجهها ضد النظام القديم آثارها الباقية. وقليلاً ما تمنى إحياء الملكية المطلقة أو السلطة المطلقة لمجلس نواب واحد في البرلمان أو النظام الجدير بالثناء لحكم الكنيسة....القوى الفعّالة من قوات إنجلترا التي تم صنعها لتدمير تلك الحواجز التي كان هو نفسه يخترقها، مدعومًا بما يصل إليه، كسباحٍ قوي ولديه ثقة بالنفس، فاندفع إلى الأمام عن طريق الفرص المناسبة المتدفقة».
«في الجزء الأخير من مهنة الوصيّ كان على خلاف ذلك بكثير. لم يكن فشله في إقامة حكومة دائمة بسبب مجرد عدم كفاءته في الخيال البنّاء. بل كان بدلاً من ذلك لسببين وهما: الاستياء الذي تم اتخاذه في منصبه كرئيس للجيش الذي أعطى تدخله في الشئون السياسية إساءة أكثر حتى من الأعباء المالية التي فرضها على الناس غير المعتادين على الضرائب العادية؛ والتفاعل الذي تحدد ضد المطالبات الروحية لذلك التطهير الذي أصبح جاردينر بفضله متميزًا.... ولم يكن هناك رد فعل ضد المذاهب الدينية أو المؤسسات الكنسيّة التي تم تأييدها من قِبل الوصيّ والتي أسفرت عن تدمير نظام حكمه.... وحتى الآن كما لم يكن رد الفعل موجهًا ضد الفعل العسكري، فإنه كان موجهًا ضد دخوله إلى عالم السياسة لما بدا أن يكون مستوى مرتفعًا جدًا من الأخلاق، وبالأخص رد الفعل الذي تم اتخاذه ضد التطهير، ولكنه كان سيضرب بقوةٍ أكبر على أي شكل آخر من أشكال الدين، ذلك الذي تمسك بها لاود سُمي سلطة الدولة لفرض سيادته. حتى ولو كان أوليفر في شخصه غير متعصب تعصبًا لاذعًا، -كما تم تأكيد الكراريسيّة الملكية بعد الاستعادة زورًا- فإنه من المستحيل إنكار أنه سعى بأعمال الحكومة لقيادة الرجال في دروب الأخلاق والدين التي تتجاوز الحد الذي أثبتته طبيعة الإنسان المتوسط لنفسها».
«في التعامل مع الدول الأجنبية كان خطأه على هذا المقام أكثر وضوحًا، لأنه كان على علم أقل بكثير بشروط العمل الكفء في الخارج مما كان عليه في الوطن. ويمكن إلى حد ما القول بأنه يعرف قليلاً عن اسكتلندا من إنجلترا وقليلاً عن أيرلندا من بريطانيا العظمى وقليلاً عن القارة من أي واحدة من الأمم الثلاث التي حكمها. وقد يقال أحيانًا إن أوليفر جعل إنجلترا مبجلة في أوروبا. وسيكون أكثر وفقًا للحقيقة القول بأنه جعل البلدان الأخرى تخشاها».
«يمكن اختبار مطالبة أوليفر بالعظمة عن طريق الحقيقة التي لا يشوبها الشك والتي تتلقاها شخصيته بتقديرٍ أعلى وعلى نحوٍ أوسع كلما تمر القرون بها. فرضت القيود المفروضة على طبيعته والتحيز الواحد من حماسته الدينية وأخطاء سياسته التي خرجت عن الأنظار ونبل دوافعه وقوة شخصيته واتساع عقله، أنفسها على عقول الأجيال التي تحققت من أجلها الأشياء في معظمها والتي سعى جاردينر إليها، على الرغم من كونها غالبًا في شكلٍ مختلفٍ عن الأشكال التي وضعها قبل نفسه. وحتى أولئك الذين يرفضون إهدار الفكر في أهدافه الروحية يتذكرون بامتنان استمرار جهده لجعل إنجلترا عظيمة برًا وبحرًا؛ وسيكون جيدًا بالنسبة لهم أيضًا أن يتم تذكيرهم بالقيام بجهدٍ مستمر ليس أقل منه لجعل إنجلترا تستحق العظمة».

## كتب أخرى
كان من بين أعمال جاردينر المنفصلة الأكثر جدارة بالملاحظة: 
- الأمير تشارلز والزواج الأسباني (مجلدان، لندن، 1869)
- الوثائق الدستورية للثورة التطهيرية، 1625-1660 (طبعة أولى، أكسفورد، 1889؛ طبعة ثانية، أكسفورد، 1899)
- أوليفر كرومويل (لندن، 1901)
- ماذا كانت مؤامرة البارود (لندن، 1897)
- المخطط التفصيلي للتاريخ الإنجليزي (طبعة أولى، لندن، 1887؛ طبعة ثانية، لندن، 1896)
- تاريخ طالب إنجلترا (مجلدان، طبعة أولى، لندن، 1890-1891؛ طبعة ثانية، لندن، 1891-1892).

حرر مجموعة أوراق ل المجتمع الكامدني، ومنذ عام 1891 كان محررًا ل المراجعة الإنجليزية التاريخية.
تحوي هذه المقالة معلومات مترجمة من الطبعة الحادية عشرة لدائرة المعارف البريطانية لسنة 1911 وهي الآن ضمن الملكية العامة.

## وصلات خارجية
- صموئيل روسون جاردينر على موقع الموسوعة البريطانية (الإنجليزية)

- The Fall of the Monarchy of Charles I, 1637–1649 by Samuel Rawson Gardiner (1882): Volume I (1637–1640), Volume II (1640–1642)
- History of England from the Accession of James I to the Outbreak of the Civil War, 1603–1642 by Samuel Rawson Gardiner (1883): Volume I (1603–1607), Volume II (1607–1616), Volume III (1616–1621), Volume IV (1621–1623), Volume V (1623–1625), Volume VI (1625–1629), Volume VII (1629–1635), Volume VIII (1635–1639), Volume IX (1639–1641), Volume X (1641–1642)
- History of the Great Civil War, 1642–1649 by Samuel Rawson Gardiner (1886–1901): Volume I (1642–1644), Volume II (1644–1647), Volume III (1645–1647), Volume IV (1647–1649)
- Oliver Cromwell by Samuel Rawson Gardiner (1901)